# Illicit Trafficking Radiation Detection Assessment Program
Illicit Trafficking Radiation Detection Assessment Program (kurz: ITRAP, deutsch: Programm zur Aufdeckung des illegalen Schmuggels und Handels mit radioaktiven Stoffen) bezeichnet eine Studie zur Aufdeckung von kontaminierten Schrotttransporten sowie der Prävention vor Nuklearkriminalität.
Die ITRAP-Studie wurde von September 1997 bis 2000 durchgeführt und mit Hilfe einer Vorauswahl an Geräten des Forschungszentrums Austrian Institute of Technology vom Standort Seibersdorf. Die ausgewählten Geräte wurden an der Grenzstelle in Nickelsdorf sowie am Flughafen Wien installiert.
Ziel der ITRAP-Studie war es, die technischen Voraussetzungen und die Machbarkeit für ein sinnvolles Überwachungssystem an Grenzübergängen zu erarbeiten. Die Ergebnisse sollen von der Internationalen Atomenergieorganisation als internationale Empfehlungen für derartige Überwachungssysteme den Mitgliedsstaaten angeboten werden.